# Włochy (Warszawa)

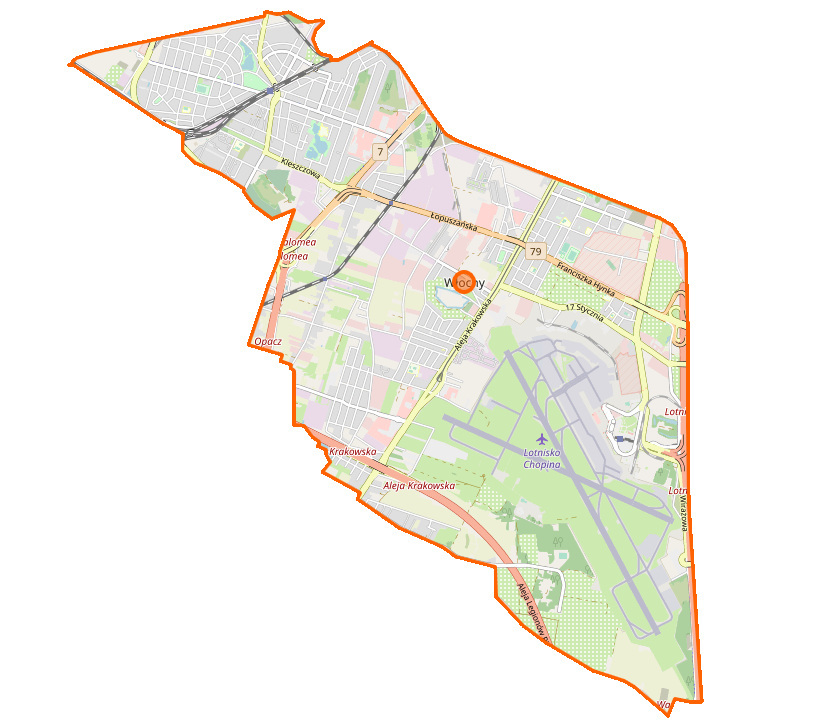
Mapa dzielnicy

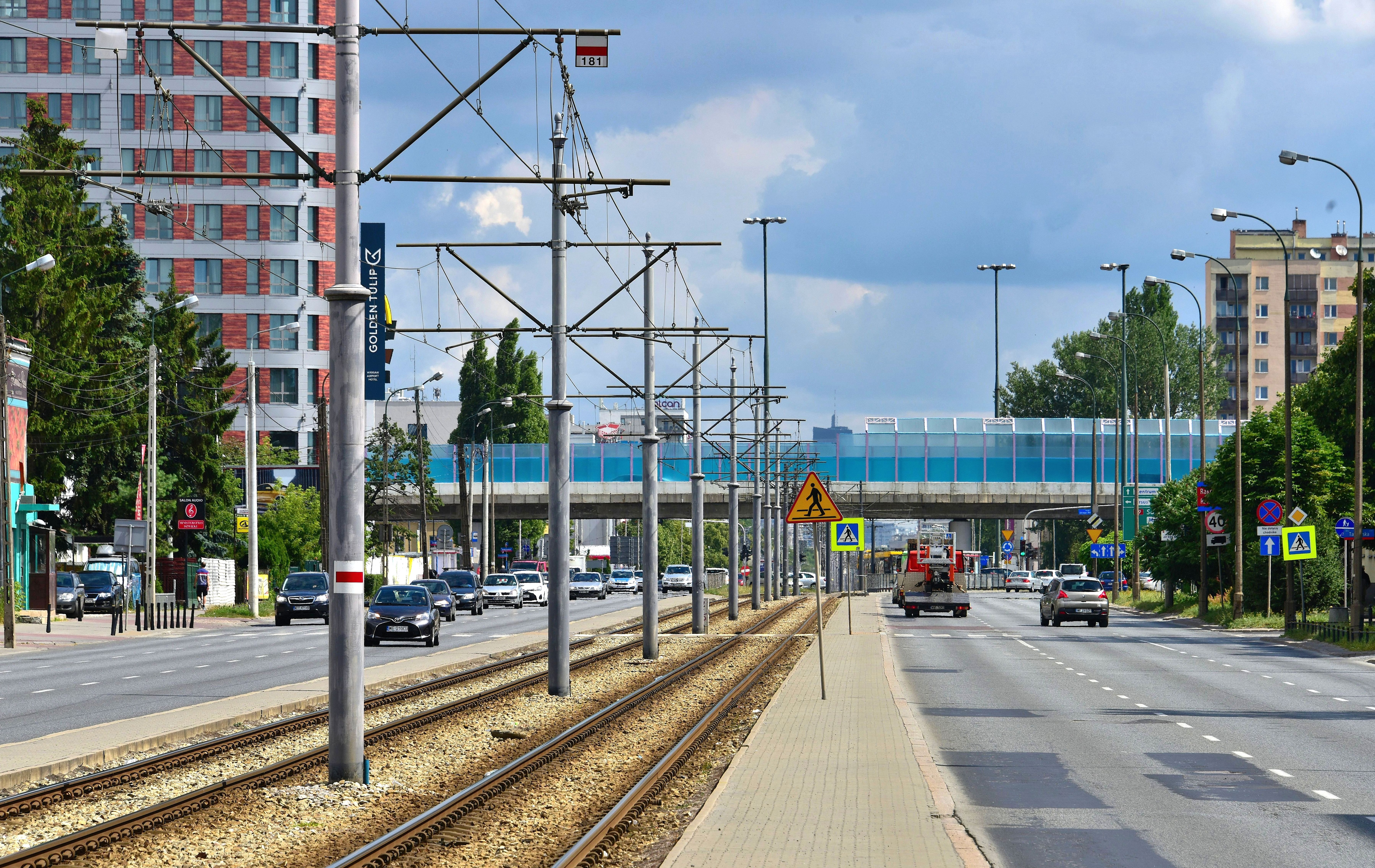
Al. Krakowska na wysokości ul. Łopuszańskiej/Hynka

Włochy – dzielnica Warszawy położona w lewobrzeżnej części miasta. Jedna z 18 jednostek pomocniczych m.st. Warszawy.

## Położenie
Włochy graniczą:
- od zachodu z Ursusem
- od północy z Bemowem, Wolą i Ochotą
- od wschodu z Ochotą, Mokotowem i Ursynowem
- od południa z powiatem pruszkowskim.

## Historia
W średniowieczu na określenie tych terenów stosowano nazwy Sopęchy i Porzucewo. W 1452 r. Porzucewo nabył Jan Włoch od Piotra Strachoty. Nazwę wsi z Porzucewo na Włochy zmieniła jego siostrzenica Katarzyna w pierwszej połowie XVI wieku. Alternatywna hipoteza głosi, że miejsce to wzięło swą nazwę od wojsk cudzoziemskich, przypuszczalnie włoskich, które miały stacjonować nieopodal pola elekcyjnego na Woli, co jest jednak ze względów faktograficznych wątpliwe, gdyż nazwa pochodzi z czasów wcześniejszych.
W latach osiemdziesiątych i dziewięćdziesiątych XIX wieku na obszarze dzisiejszej dzielnicy powstały trzy forty zewnętrznego pierścienia umocnień Twierdzy Warszawa. Są to: fort V („Włochy”), fort VI („Okęcie”) oraz fort VII („Zbarż”).
W latach 20. XX w. po rozparcelowaniu dawnego majątku rodziny Koelichenów na miasto ogród, proponowano nadanie nowo powstającej wsi nowej nazwy – Lechów, która miała nawiązywać do pobliskich Piastowa i Czechowic. Po badaniach historycznych zachowano jednak dawną nazwę.
W 1934 na zbudowanym na Okęciu lotnisku wojskowym otwarto nowy terminal, który przejął ruch pasażerski z lotniska mokotowskiego. Obecnie jest to największy port lotniczy w Polsce – Lotnisko Chopina.
Do 1939 roku siedziba wiejskiej gminy Włochy.
8 września 1939 Włochy zostały zajęte przez wojska niemieckie. Podczas okupacji w listopadzie 1940 Niemcy utworzyli na terenie Włoch niewielkie getto dla ludności żydowskiej, a w styczniu 1942 oddział roboczy jeńców radzieckich – filię obozu w Beniaminowie. Getto zostało zlikwidowane w lutym 1941, a jego mieszkańców (ok. 300 Żydów) przesiedlono do getta warszawskiego. Filia obozu w Beniaminowie (ok. 1000 jeńców) istniała do 1944.
W latach 1939–1951 Włochy posiadały prawa miejskie. W 1951 miasto Włochy zostało przyłączone do Warszawy jako część dzielnicy Ochota. Od 1994 wraz z kilkoma innymi dzielnicami (m.in. Rakowem i Okęciem) weszły w skład gminy Warszawa-Włochy. W 2002 gmina stała się samodzielną dzielnicą Włochy m.st. Warszawy.

## Osiedla
Według MSI dzielnica Włochy składa się z ośmiu obszarów:
- Okęcie
- Opacz Wielka
- Paluch
- Raków
- Salomea
- Stare Włochy
- Nowe Włochy
- Załuski

## Rada Dzielnicy
| Ugrupowanie                            | Kadencja 2002-2006 | Kadencja 2006-2010 | Kadencja 2010-2014 | Kadencja 2014-2018 | Kadencja 2018-2024       | Kadencja 2024-2029        |
| -------------------------------------- | ------------------ | ------------------ | ------------------ | ------------------ | ------------------------ | ------------------------- |
| Sojusz Lewicy Demokratycznej           | 3 (SLD-UP)         | 1 (LiD)            | 1                  | –                  | –                        | -                         |
| Prawo i Sprawiedliwość                 | 6                  | 7                  | 6                  | 9                  | 5                        | 4                         |
| Wspólnota 2002                         | 8                  | –                  | –                  | –                  | –                        |                           |
| Razem Polsce                           | 1                  | –                  | –                  | –                  | –                        |                           |
| Liga Polskich Rodzin                   | 1                  | –                  | –                  | –                  | –                        | -                         |
| Platforma Obywatelska                  | 2                  | 8                  | 6                  | 6                  | 9 (Koalicja Obywatelska) | 11 (Koalicja Obywatelska) |
| Wspólnota Dzielnicy Włochy             | –                  | 5                  | 7                  | 5                  | –                        |                           |
| Stowarzyszenie Sąsiedzkie Włochy       | –                  | –                  | 1                  | 1                  | -                        |                           |
| Kocham Włochy                          | –                  | –                  | –                  | –                  | 4                        |                           |
| Wspólnota Mieszkańców Dzielnicy Włochy | –                  | –                  | –                  | –                  | 3                        | 5                         |
| Trzecia Droga                          | -                  | -                  | -                  | -                  | -                        | 1                         |